# Першинская (муниципальное образование «Благовещенское»)
Першинская — деревня в Вельском районе Архангельской области. Входит в состав Муниципального образования «Благовещенское».

## География
Деревня расположена в южной части Архангельской области, в таёжной зоне, в пределах северной части Русской равнины, в 69 километрах на север от города Вельска, на правом берегу реки Ваги. Ближайшие населённые пункты: на противоположном берегу реки деревня Демидовская муниципального образования «Пуйское».
Часовой пояс
Першинская, как и вся Архангельская область, находится в часовой зоне МСК (московское время). Смещение применяемого времени относительно UTC составляет +3:00.

## Население
| 2002 | 2010 | 2012 | 2014 |
| ---- | ---- | ---- | ---- |
| 16   | ↘6   | ↘4   | ↗10  |

## История
Деревня не указана в «Списке населённых мест по сведениям 1859 года», а в «Списке населенных мест Архангельской губернии на 1 мая 1922 года» в деревне Першинская(Пабережье) 20 дворов, 62 мужчины и 75 женщин. В административном отношении деревня входила в состав Попонаволоцкого сельского общества Благовещенской волости Шенкурского уезда.